# Гібсон Тауншип (округ Камерон, Пенсільванія)
Гібсон Тауншип (англ. Gibson Township) — селище (англ. township) в США, в окрузі Камерон штату Пенсільванія. Населення — 181 особа (2020).

## Демографія
Згідно з переписом 2010 року, у селищі мешкали 164 особи в 87 домогосподарствах у складі 55 родин. Було 544 помешкання
Расовий склад населення:
| - 98,2 % — білих |

До двох чи більше рас належало 1,8 %. Частка іспаномовних становила 0,0 % від усіх жителів.
За віковим діапазоном населення розподілялося таким чином: 9,8 % — особи молодші 18 років, 63,4 % — особи у віці 18—64 років, 26,8 % — особи у віці 65 років та старші. Медіана віку мешканця становила 56,0 року. На 100 осіб жіночої статі у селищі припадало 100,0 чоловіків;  на 100 жінок у віці від 18 років та старших — 102,7 чоловіків також старших 18 років.
Середній дохід на одне домашнє господарство  становив 51 555 доларів США (медіана — 41 250), а середній дохід на одну сім'ю — 58 290 доларів (медіана — 55 000). За межею бідності перебувало 7,6 % осіб, у тому числі 66,7 % дітей у віці до 18 років та 5,4 % осіб у віці 65 років та старших.
Цивільне працевлаштоване населення становило 54 особи. Основні галузі зайнятості: освіта, охорона здоров'я та соціальна допомога — 22,2 %, будівництво — 20,4 %, виробництво — 16,7 %.